# جزيرة تشونغ مينغ
جزيرة تشونغ مينغ (بالصينية: 崇明岛) هي جزيرة، في الصين، تقع في Chongming, Shanghai ‏، بلغ عدد سكانها 660,000 نسمة، تبلغ مساحتها 1,267 كيلومتر مربع.
وهى ثالثة كبرى الجزر بالصين وتقع عند مصب نهر اليانغتسى ويحدها بحر الصين الشرقي من الشرق وهى أيضا أكثر الجزر الفيضية اذ تشكات مما جلبه النهر من طين وطمى. وتعتبر هذه الجزيرة متطورة في الزراعة والثروة الحيوانية والاسماك اذ فيها شبكات من الانهار والجداول والارض الخصيبة.